# Canottaggio ai Giochi della XVII Olimpiade - Otto maschile
La competizione del otto maschile dei Giochi della XVIII Olimpiade si è svolta dal 31 agosto al 3 settembre 1960 al bacino del Lago Albano a Castel Gandolfo.

## Programma
| Data             | Round      | Note                                           |
| ---------------- | ---------- | ---------------------------------------------- |
| 31 agosto 1960   | 3 Batterie | I vincitori in finale. I restanti ai recuperi. |
| 2 settembre 1960 | 3 Recuperi | I vincitori in finale.                         |
| 3 settembre 1960 | Finale     |                                                |

## Risultati

### Batterie
| Pos. | Nazione          | Atleti | Tempo   |
| ---- | ---------------- | --- | ------- |
| 1    | Cecoslovacchia   | Bohumil Janoušek, Jan Jindra Jiří Lundák, Stanislav Lusk Václav Pavkovič, Luděk Pojezný Jan Švéda, Josef Věntus Tim. Miroslav Koníček                                 | 6'13"08 |
| 2    | Australia        | Alexander Cunningham, Berry Durston Milton Francis, Maxwell Gamble Geoffrey Hale, John Ledder Roger Ninham, John Rosser Tim. Terrence Scook                           | 6'16"94 |
| 3    | Rep. Araba Unita | Abdallah Gazi, Abdel Sattar Abdel Hadj Mohamed Abdel Sami, Abdel Fattah Abou-Shanab Taha Hassouba, Saleh Ibrahim Ibrahim Mahmoud, Abdel Mohsen Saad Tim. Abbas Khamis | 6'22"06 |
| 4    | Svezia           | Rune Andersson, Bengt-Åke Bengtsson Åke Berndtsson, Lars-Eric Gustavsson Ulf Gustavsson, Kjell Hansson Per Hedenberg, Ralph Hurtig Tim. Owe Lostad                    | 6'29"49 |

| Pos. | Nazione       | Atleti | Tempo   |
| ---- | ------------- | --- | ------- |
| 1    | Germania      | Manfred Rulffs, Walter Schröder Frank Schepke, Kraft Schepke Moritz von Groddeck, Karl-Heinz Hopp Klaus Bittner, Hans Lenk Tim. Willi Padge        | 6'03"34 |
| 2    | Francia       | Christian Puibaraud, Jean-Pierre Bellet Émile Clerc, Jean Ledoux Gaston Mercier, Bernard Meynadier Joseph Moroni, Michel Viaud Tim. Alain Bouffard | 6'07"71 |
| 3    | Gran Bretagna | Richard Bate, John Chester Michael Davis, Ian Elliott Richard Fishlock, Alexander Lindsay Graham Cooper, Donald Shaw Tim. Peter Reynolds           | 6'10"33 |
| 4    | Giappone      | Kenro Chiba, Tetsuzo Hirose Hironori Itsuki Tadashi Saito, Tetsuo Sato Shigemi Tamura, Yosuke Tazaki Tim. Hiroyuki Misawa                          | 6'11"86 |
| 5    | Svizzera      | Enrico Bianchi, Émile Ess Hugo Göggel, Hans Graber Werner Kölliker, Walter Osterwalder Gottfried Schär, Hansrüdi Scheller Tim. Werner Ehrensperger | 6'17"00 |

| Pos. | Nazione          | Atleti | Tempo   |
| ---- | ---------------- | --- | ------- |
| 1    | Canada           | Donald Arnold, Walter D'Hondt Nelson Kuhn, John Lecky David Anderson, Archibald MacKinnon Bill McKerlich, Glen Mervyn Tim. Sohen Biln                | 6'03"18 |
| 2    | Stati Uniti      | Joe Baldwin, Peter Bos Mark Moore, Lyman Perry Warren Sweetser, Gayle Thompson Robert Wilson, Howard Winfree Tim. William Long                       | 6'07"69 |
| 3    | Italia           | Paolo Amorini, Vasco Cantarello Giancarlo Casalini, Luigi Prato Vincenzo Prina, Nazzareno Simonato Luigi Spozio, Armido Torri Tim. Giuseppe Pira     | 6'09"05 |
| 4    | Unione Sovietica | Mikhail Balenkov, Viktor Barinov Viktor Bogachev, Voldemar Dundur Nikolay Gomolko, Boris Gorokhov Leonid Ivanov, Vladimir Malik Tim. Yury Lorentsson | 6'09"65 |
| 5    | Spagna           | Ignacio Alcorta, José Almandoz José Aristegui, Santiago Beitia José Ibarburu, Manuel Ibarburu José Leiceaga, Trimido Vaqueriza Tim. Faustino Amiano  | 6'31"43 |

### Recuperi
| Pos. | Nazione   | Atleti | Tempo   |
| ---- | --------- | --- | ------- |
| 1    | Italia    | Paolo Amorini, Vasco Cantarello Giancarlo Casalini, Luigi Prato Vincenzo Prina, Nazzareno Simonato Luigi Spozio, Armido Torri Tim. Giuseppe Pira   | 6'23"83 |
| 2    | Giappone  | Kenro Chiba, Tetsuzo Hirose Hironori Itsuki, Hiroshi Saitō Tadashi Saito, Tetsuo Sato Shigemi Tamura, Yosuke Tazaki Tim. Hiroyuki Misawa           | 6'24"41 |
| 3    | Svizzera  | Enrico Bianchi, Émile Ess Hugo Göggel, Hans Graber Werner Kölliker, Walter Osterwalder Gottfried Schär, Hansrüdi Scheller Tim. Werner Ehrensperger | 6'30"26 |
| 4    | Australia | Alexander Cunningham, Berry Durston Milton Francis, Maxwell Gamble Geoffrey Hale, John Ledder Roger Ninham, John Rosser Tim. Terrence Scook        | 6'31"15 |

| Pos. | Nazione          | Atleti | Tempo   |
| ---- | ---------------- | --- | ------- |
| 1    | Francia          | Christian Puibaraud, Jean-Pierre Bellet Émile Clerc, Jean Ledoux Gaston Mercier, Bernard Meynadier Joseph Moroni, Michel Viaud Tim. Alain Bouffard                    | 6'21"34 |
| 2    | Unione Sovietica | Mikhail Balenkov, Viktor Barinov Viktor Bogachev, Voldemar Dundur Nikolay Gomolko, Boris Gorokhov Leonid Ivanov, Vladimir Malik Tim. Yury Lorentsson                  | 6'21"88 |
| 3    | Rep. Araba Unita | Abdallah Gazi, Abdel Sattar Abdel Hadj Mohamed Abdel Sami, Abdel Fattah Abou-Shanab Taha Hassouba, Saleh Ibrahim Ibrahim Mahmoud, Abdel Mohsen Saad Tim. Abbas Khamis | 6'41"26 |
| 4    | Spagna           | Ignacio Alcorta, José Almandoz José Aristegui, Santiago Beitia José Ibarburu, Manuel Ibarburu José Leiceaga, Trimido Vaqueriza Tim. Faustino Amiano                   | 6'52"46 |

| Pos. | Nazione       | Atleti | Tempo   |
| ---- | ------------- | --- | ------- |
| 1    | Stati Uniti   | Joe Baldwin, Peter Bos Mark Moore, Lyman Perry Warren Sweetser, Gayle Thompson Robert Wilson, Howard Winfree Tim. William Long                     | 6'31"77 |
| 2    | Gran Bretagna | Richard Bate, John Chester Michael Davis, Ian Elliott Richard Fishlock, Alexander Lindsay Graham Cooper, Donald Shaw Tim. Peter Reynolds           | 6'33"22 |
| 3    | Svezia        | Rune Andersson, Bengt-Åke Bengtsson Åke Berndtsson, Lars-Eric Gustavsson Ulf Gustavsson, Kjell Hansson Per Hedenberg, Ralph Hurtig Tim. Owe Lostad | 6'49"56 |

### Finale
| Pos.    | Nazione        | Atleti | Tempo   |
| ------- | -------------- | --- | ------- |
| Oro     | Germania       | Manfred Rulffs, Walter Schröder Frank Schepke, Kraft Schepke Moritz von Groddeck, Karl-Heinz Hopp Klaus Bittner, Hans Lenk Tim. Willi Padge        | 5'57"18 |
| Argento | Canada         | Donald Arnold, Walter D'Hondt Nelson Kuhn, John Lecky David Anderson, Archibald MacKinnon Bill McKerlich, Glen Mervyn Tim. Sohen Biln              | 6'01"52 |
| Bronzo  | Cecoslovacchia | Bohumil Janoušek, Jan Jindra Jiří Lundák, Stanislav Lusk Václav Pavkovič, Luděk Pojezný Jan Švéda, Josef Věntus Tim. Miroslav Koníček              | 6'04"84 |
| 4       | Francia        | Christian Puibaraud, Jean-Pierre Bellet Émile Clerc, Jean Ledoux Gaston Mercier, Bernard Meynadier Joseph Moroni, Michel Viaud Tim. Alain Bouffard | 6'06"57 |
| 5       | Stati Uniti    | Joe Baldwin, Peter Bos Mark Moore, Lyman Perry Warren Sweetser, Gayle Thompson Robert Wilson, Howard Winfree Tim. William Long                     | 6'08"06 |
| 6       | Italia         | Paolo Amorini, Vasco Cantarello Giancarlo Casalini, Luigi Prato Vincenzo Prina, Nazzareno Simonato Luigi Spozio, Armido Torri Tim. Giuseppe Pira   | 6'12"73 |